# Eliteserien 2021
La temporada 2021 fue la 76.ª edición de la Eliteserien, la máxima categoría del fútbol en Noruega. El torneo comenzó el 9 de mayo de 2021 y terminó el 12 de diciembre de 2021.
Bodø/Glimt fue el campeón defensor, tras ganar su primer título la temporada pasada.

## Ascensos y descensos
La liga se disputó por 16 equipos: los 14 mejores equipos de la temporada 2020; y los dos primeros de la Primera División de Noruega 2020, el Tromsø IL y el Lillestrøm SK.
| Pos. | Descendidos de la Eliteserien 2020 |
| ---- | ---------------------------------- |
| 15.º | IK Start Kristiansand              |
| 16.º | Aalesunds FK                       |

| Pos. | Ascendidos de la Primera División 2020 |
| ---- | -------------------------------------- |
| 1.º  | Tromsø IL                              |
| 2.º  | Lillestrøm SK                          |

## Equipos participantes
| Club               | Ciudad       | Estadio              | Capacidad |
| ------------------ | ------------ | -------------------- | --------- |
| Bodø/Glimt         | Bodø         | Aspmyra Stadion      | 5.635     |
| SK Brann           | Bergen       | Brann Stadion        | 18.500    |
| FK Haugesund       | Haugesund    | Haugesund Stadion    | 8.754     |
| Kristiansund BK    | Kristiansund | Kristiansund Stadion | 4.277     |
| Lillestrøm SK      | Lillestrøm   | Åråsen Stadion       | 11.500    |
| Mjøndalen IF       | Mjøndalen    | Isachsen Stadion     | 4.200     |
| Molde FK           | Molde        | Aker Stadion         | 11.800    |
| Odds Ballklubb     | Skien        | Skagerak Arena       | 11.767    |
| Rosenborg Ballklub | Trondheim    | Lerkendal Stadion    | 21.421    |
| Sandefjord Fotball | Sandefjord   | Komplett.no Arena    | 6.000     |
| Sarpsborg 08 FF    | Sarpsborg    | Sarpsborg Stadion    | 8.022     |
| Stabæk IF          | Bærum        | Nadderud Stadion     | 4.938     |
| Strømsgodset IF    | Drammen      | Marienlyst Stadion   | 8.935     |
| Tromsø IL          | Tromsø       | Alfheim Stadion      | 6.687     |
| Vålerenga          | Oslo         | Intility Arena       | 17.333    |
| Viking FK          | Stavanger    | Viking Stadion       | 16.300    |

## Tabla de posiciones
| Pos. | Equipo           | Pts. | PJ | G  | E  | P  | GF | GC | Dif. | Clasificación 2022–23                                      |
| ---- | ---------------- | ---- | -- | -- | -- | -- | -- | -- | ---- | ---------------------------------------------------------- |
| 1    | Bodø/Glimt (C)   | 63   | 30 | 18 | 9  | 3  | 59 | 25 | +34  | Primera ronda clasificatoria de la Liga de Campeones       |
| 2    | Molde            | 60   | 30 | 18 | 6  | 6  | 70 | 40 | +30  | Segunda ronda clasificatoria de la Liga Europa Conferencia |
| 3    | Viking Stavanger | 57   | 30 | 17 | 6  | 7  | 60 | 47 | +13  | Segunda ronda clasificatoria de la Liga Europa Conferencia |
| 4    | Lillestrøm       | 49   | 30 | 14 | 7  | 9  | 48 | 39 | +9   | Segunda ronda clasificatoria de la Liga Europa Conferencia |
| 5    | Rosenborg        | 48   | 30 | 13 | 9  | 8  | 57 | 42 | +15  |                                                            |
| 6    | Kristiansund     | 46   | 30 | 14 | 4  | 12 | 41 | 46 | −5   |                                                            |
| 7    | Vålerenga        | 45   | 30 | 11 | 12 | 7  | 46 | 37 | +9   |                                                            |
| 8    | Sarpsborg 08     | 39   | 30 | 11 | 6  | 13 | 39 | 44 | −5   |                                                            |
| 9    | Strømsgodset     | 36   | 30 | 9  | 9  | 12 | 43 | 43 | 0    |                                                            |
| 10   | Sandefjord       | 36   | 30 | 10 | 6  | 14 | 38 | 51 | −13  |                                                            |
| 11   | Haugesund        | 35   | 30 | 9  | 8  | 13 | 45 | 44 | +1   |                                                            |
| 12   | Tromsø           | 35   | 30 | 8  | 11 | 11 | 33 | 44 | −11  |                                                            |
| 13   | Odds             | 33   | 30 | 8  | 9  | 13 | 44 | 58 | −14  |                                                            |
| 14   | Brann (D)        | 26   | 30 | 5  | 11 | 14 | 38 | 55 | −17  | Promoción por la permanencia                               |
| 15   | Stabæk (D)       | 25   | 30 | 6  | 7  | 17 | 35 | 61 | −26  | Descenso a Primera División de Noruega 2022                |
| 16   | Mjøndalen (D)    | 22   | 30 | 4  | 10 | 16 | 33 | 52 | −19  | Descenso a Primera División de Noruega 2022                |

 Fuente: Soccerway

### Evolución de la clasificación
| Equipo ╲ Jornada | 1          | 2  | 3  | 4  | 5  | 6  | 7  | 8  | 9  | 10 | 11 | 12 | 13 | 14 | 15 | 16 | 17 | 18 | 19 | 20 | 21 | 22 | 23 | 24 | 25 | 26 | 27 | 28 | 29 | 30 |   |
| ---------------- | ---------- | -- | -- | -- | -- | -- | -- | -- | -- | -- | -- | -- | -- | -- | -- | -- | -- | -- | -- | -- | -- | -- | -- | -- | -- | -- | -- | -- | -- | -- | - |
| Equipo ╲ Jornada | Bodø/Glimt | 1  | 1  | 2  | 2  | 1  | 1  | 1  | 2  | 3  | 4  | 6  | 3  | 4  | 2  | 2  | 2  | 1  | 2  | 1  | 1  | 1  | 1  | 1  | 1  | 1  | 1  | 1  | 1  | 1  | 1 |
| Molde            | 4          | 5  | 1  | 1  | 2  | 4  | 3  | 1  | 1  | 1  | 1  | 1  | 1  | 1  | 1  | 1  | 2  | 1  | 2  | 2  | 2  | 2  | 2  | 2  | 2  | 2  | 2  | 2  | 2  | 2  |   |
| Viking           | 3          | 10 | 13 | 7  | 4  | 8  | 4  | 7  | 7  | 7  | 7  | 8  | 10 | 8  | 6  | 6  | 6  | 6  | 6  | 6  | 5  | 5  | 4  | 3  | 3  | 3  | 3  | 3  | 3  | 3  |   |
| Lillestrøm       | 5          | 2  | 4  | 6  | 3  | 7  | 5  | 3  | 2  | 2  | 2  | 2  | 2  | 3  | 4  | 4  | 3  | 5  | 5  | 5  | 6  | 6  | 6  | 6  | 5  | 6  | 6  | 4  | 5  | 4  |   |
| Rosenborg        | 6          | 3  | 5  | 9  | 6  | 3  | 6  | 8  | 9  | 11 | 11 | 9  | 7  | 5  | 5  | 3  | 5  | 4  | 4  | 3  | 4  | 4  | 3  | 4  | 4  | 4  | 4  | 5  | 4  | 5  |   |
| Kristiansund     | 14         | 15 | 12 | 8  | 5  | 2  | 2  | 4  | 4  | 5  | 3  | 5  | 3  | 4  | 3  | 5  | 4  | 3  | 3  | 4  | 3  | 3  | 5  | 5  | 6  | 5  | 5  | 6  | 7  | 6  |   |
| Vålerenga        | 6          | 4  | 7  | 10 | 7  | 5  | 7  | 6  | 5  | 3  | 4  | 4  | 6  | 7  | 7  | 7  | 7  | 8  | 8  | 9  | 7  | 7  | 7  | 7  | 7  | 7  | 7  | 7  | 6  | 7  |   |
| Sarpsborg 08     | 6          | 12 | 14 | 14 | 14 | 13 | 12 | 10 | 11 | 12 | 12 | 12 | 12 | 12 | 12 | 12 | 12 | 12 | 12 | 12 | 12 | 12 | 11 | 10 | 10 | 8  | 8  | 8  | 8  | 8  |   |
| Strømsgodset     | 1          | 8  | 3  | 4  | 9  | 10 | 8  | 9  | 8  | 8  | 9  | 10 | 8  | 10 | 11 | 9  | 9  | 9  | 9  | 7  | 8  | 9  | 9  | 9  | 8  | 9  | 10 | 10 | 11 | 9  |   |
| Sandefjord       | 6          | 6  | 10 | 3  | 10 | 11 | 13 | 11 | 12 | 10 | 8  | 7  | 9  | 9  | 10 | 11 | 11 | 10 | 10 | 11 | 11 | 11 | 12 | 11 | 13 | 13 | 13 | 11 | 9  | 10 |   |
| Haugesund        | 6          | 7  | 6  | 5  | 11 | 6  | 9  | 5  | 6  | 6  | 5  | 6  | 5  | 6  | 8  | 8  | 8  | 7  | 7  | 8  | 9  | 8  | 8  | 8  | 9  | 10 | 9  | 9  | 10 | 11 |   |
| Tromsø           | 15         | 13 | 10 | 13 | 13 | 15 | 11 | 13 | 15 | 14 | 14 | 14 | 14 | 13 | 13 | 13 | 13 | 13 | 13 | 13 | 13 | 13 | 13 | 12 | 11 | 11 | 11 | 12 | 12 | 12 |   |
| Odd              | 15         | 14 | 15 | 15 | 15 | 14 | 15 | 14 | 10 | 9  | 10 | 11 | 11 | 11 | 9  | 10 | 10 | 11 | 11 | 10 | 10 | 10 | 10 | 13 | 12 | 12 | 12 | 13 | 13 | 13 |   |
| Brann            | 13         | 16 | 16 | 16 | 16 | 16 | 16 | 16 | 16 | 16 | 16 | 16 | 16 | 16 | 16 | 16 | 16 | 15 | 15 | 14 | 14 | 14 | 14 | 14 | 15 | 14 | 16 | 16 | 15 | 14 |   |
| Stabæk           | 12         | 9  | 9  | 12 | 8  | 9  | 10 | 12 | 14 | 13 | 13 | 15 | 15 | 15 | 15 | 15 | 15 | 16 | 16 | 15 | 15 | 15 | 15 | 16 | 14 | 15 | 14 | 14 | 14 | 15 |   |
| Mjøndalen        | 6          | 11 | 7  | 10 | 12 | 12 | 14 | 15 | 13 | 15 | 15 | 13 | 13 | 14 | 14 | 14 | 14 | 14 | 14 | 16 | 16 | 16 | 16 | 15 | 16 | 16 | 15 | 15 | 16 | 16 |   |

## Promoción por la permanencia
Se jugó el juego de la promoción por la permanencia entre el 14.º de la Eliteserien 2021 y el ganador de la eliminatoria de ascenso de la Primera División de Noruega 2021. El ganador jugará la Eliteserien 2022.
| Equipo 1 | Resultado    | Equipo 2 |
| -------- | ------------ | -------- |
| Brann    | 4-4 (7-8 p.) | Jerv     |

## Goleadores
- Actualizado al 12 de diciembre de 2021.
| Rank | Jugador            | Club             | Goles |
| ---- | ------------------ | ---------------- | ----- |
| 1    | Ohi Omoijuanfo     | Molde            | 27    |
| 2    | Thomas Lehne Olsen | Lillestrøm       | 26    |
| 3    | Veton Berisha      | Viking Stavanger | 22    |
| 4    | Erik Botheim       | Bodø/Glimt       | 15    |
| 5    | Mushaga Bakenga    | Odds             | 11    |
| 5    | Ibrahima Koné      | Sarpsborg 08     | 11    |
| 5    | Stefano Vecchia    | Rosenborg        | 11    |
| 5    | Viðar Ari Jónsson  | Sandefjord       | 11    |